# Reforma económica soviética de 1979

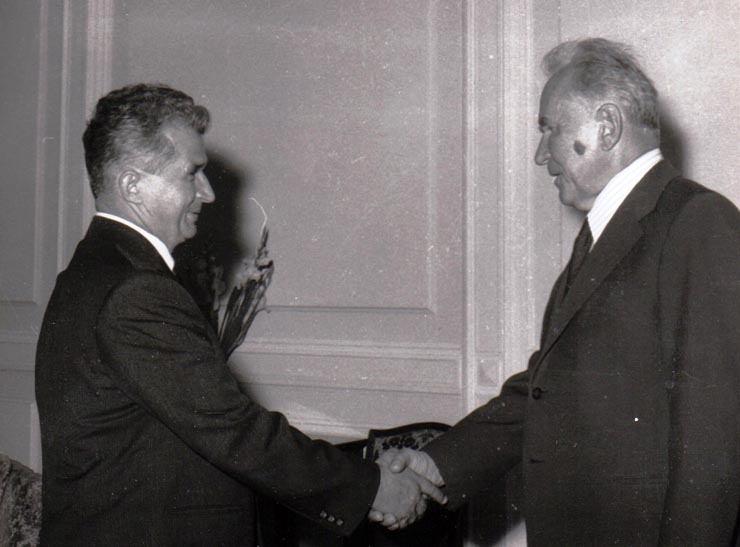
Alexei Kosygin (derecha) estrechando la mano del líder comunista rumano Nicolae Ceaușescu el 22 de agosto de 1974.

La reforma económica soviética de 1979 fue una reforma económica iniciada por Alexei Kosygin, el presidente del Consejo de Ministros. Durante el gobierno de Leonid Brezhnev en la Unión de Repúblicas Socialistas Soviéticas (URSS), la economía soviética comenzó a estancarse; Los historiadores se refieren a este período como la Era del Estancamiento. Incluso después de varios intentos de reforma por parte de Kosygin y sus protegidos, la situación económica del país siguió deteriorándose. En contraste con su iniciativa de reforma anterior, el 26º Congreso decidió que su gobierno implementaría la reforma durante el undécimo plan quinquenal de 1981-1985. Esto nunca sucedió, e incluso Brezhnev se quejó de que la implementación de la reforma había sido lenta. Algunos consideran que esta reforma inconclusa es la última gran iniciativa de reforma previa a la perestroika presentada por el gobierno soviético.

## intenciones
La reforma fue iniciada y creada por el primer ministro Alexei Kosygin en una decisión conjunta con el Comité Central (CC) y el Consejo de Ministros.  La reforma intentó reafirmar y separar las funciones económicas del Estado y los ministerios. Para lograr esto, se establecieron varios procedimientos para garantizar que cada ministerio contribuiría al presupuesto estatal. Todos los ministerios recibieron un presupuesto fijo incluso si el ministerio no cumplió el plan quinquenal. La reforma apoyó dar a las empresas más autonomía del gobierno central y ampliar los derechos de los ministerios dándoles nuevos principios.  La reforma intentó mejorar la productividad laboral mediante la introducción de nuevos indicadores de producción a través del Comité Estatal de Normas,  y trató de resolver algunos de los problemas económicos de la URSS reduciendo los efectos de las barreras sectoriales establecidas por los ministerios.  La reforma logró dar más poder a las autoridades regionales y a las repúblicas soviéticas; este desarrollo fue consolidado por un decreto del Comité Central en 1981. 

## Implementación
La reforma de 1979 fue un intento de reformar el sistema económico existente sin ningún cambio radical. El sistema económico estaba aún más centralizado que antes. La eficacia de la economía planificada mejoró en algunos sectores, pero no lo suficiente como para salvar la estancada economía de la URSS. Uno de los principales objetivos de la reforma era mejorar la distribución de los recursos y las inversiones, que durante mucho tiempo habían sido descuidadas debido al "sectorialismo" y el "regionalismo". Otra prioridad fue la eliminación de la influencia que tuvo el "regionalismo" en el plan quinquenal. 
La reforma de 1965 intentó, con poco éxito, mejorar la calidad de los bienes producidos. En la reforma de 1979, Kosygin intentó desplazar la producción bruta de "su lugar de mando" en la economía planificada y se crearon nuevas regulaciones para bienes raros y de alta calidad.  En 1979, las autoridades soviéticas consideraban que la inversión de capital era un problema muy grave; el secretario general Leonid Brezhnev y el primer ministro Kosygin afirmaban que sólo un aumento de la productividad laboral podría ayudar a desarrollar la economía de las repúblicas soviéticas tecnológicamente más avanzadas, como la socialista soviética de Estonia. República (RESS).  Cuando Kosygin murió en 1980, la reforma fue prácticamente abandonada por su sucesor, Nikolai Tikhonov.  Brezhnev dijo al 26º Congreso que la implementación de la reforma había sido muy lenta.  Tikhonov, durante su discurso ante el 26º Congreso, dijo a los delegados que partes de la reforma se implementarían durante el Undécimo Plan Quinquenal (1981-1985). 